# Charles Edward Bennett

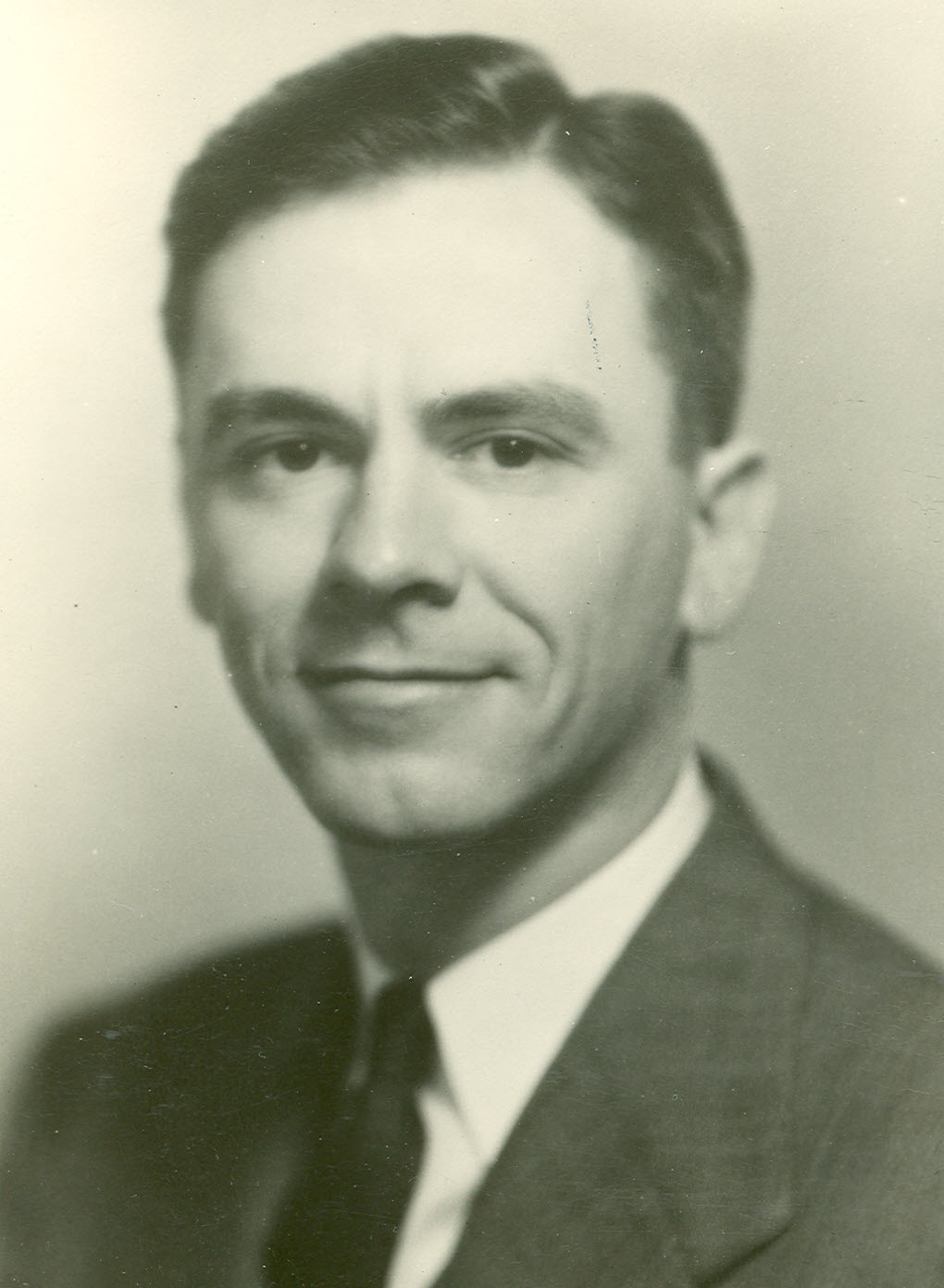
Charles Edward Bennett (ca. 1949)

Charles Edward Bennett (* 2. Dezember 1910 in Canton, New York; † 6. September 2003 in Jacksonville, Florida) war ein US-amerikanischer Politiker der Demokraten und vertrat den Bundesstaat Florida zwischen 1949 und 1993 im US-Repräsentantenhaus.

## Werdegang
Charles Edward Bennett wurde am 2. Dezember 1910 in Canton, New York geboren. Danach zog seine Familie nach Jacksonville, Florida, wo er seine Kindheit verlebte. Bennett war ein Eagle Scout und Empfänger des Distinguished Eagle Scout Award von den Boy Scouts of America. Er war ein Rechtsanwalt, der das University of Florida College of Law besuchte. Des Weiteren war er während des Zweiten Weltkriegs in der United States Army, bevor er als Vertreter des 2. Bezirks in den Kongress gewählt wurde. Er wurde einundzwanzigmal in dem Jacksonville Bezirk wiedergewählt, der 1967 in den dritten umbenannt wurde. Bennett sah sich selten ernsthafter Konkurrenz gegenüber, sogar als Jacksonville unter republikanischen Einfluss fiel.
1951 schlug er einen Moralkodex für die Regierungsbeschäftigten vor, mit dem Spitznamen The Ten Commandments. Nach der Sherman-Adams Affäre wurde der Kodex 1958 als der erste Moralkodex für den Regierungsdienst angenommen. Zwischenzeitlich unterstützte er 1954 auch den Entwurf von Münzen, die die Worte In God We Trust trugen und für den Umlauf bestimmt waren. Er war auch einer der Männer, die das Southern Manifesto unterzeichneten, wobei er später bei der stark wachsenden schwarzen Gemeinde in Jacksonville eine starke Rückendeckung begehrte und erhielt.
Bennett trat 1992 für eine dreiundzwanzigste Amtsperiode in dem umbenannten 4. Bezirk an. Allerdings äußerte sein republikanischer Gegner, Stadtratspräsident Tillie K. Fowler, ihm gegenüber, dass er schon zu lange in Washington wäre. Fowler war 1942 geboren worden, sechs Jahre vor Bennetts erstem Wahlsieg. Bennett war darauf wegen dieser Äußerung stinksauer und zog schlagartig seine Kandidatur zurück.
Charles Edward Bennett verstarb am 6. September 2003 in Jacksonville, Florida. Er wurde auf dem Arlington National Cemetery beigesetzt. Er ist noch immer der dienstälteste Abgeordnete beider Kongresshäuser in Floridas Geschichte. Das Charles E. Bennett Federal Building in Jacksonville trägt seinen Namen.